# Station Pionki
Station Pionki is een spoorwegstation in de Poolse plaats Pionki.